# Waidhofen an der Ybbs
Waidhofen an der Ybbs é um município da Áustria no estado de Baixa Áustria. Waidhofen an der Ybbs é uma cidade estatutária (Statutarstadt), ou seja, possui estatuto de distrito.